# Cecil F. S. Newman
Cecil Fitzwilliam Seumas Newman (* 2. August 1914 in Lisburn; † 19. Dezember 1984 in Belfast) war ein nordirischer Ingenieur, Stadtplaner, Landschaftsplaner und Fotograf.

## Leben
Cecil F. S. Newman, Sohn eines Polizisten, wuchs in einem Vorort von Belfast auf. Nach dem Abitur an der Royal Belfast Academical Institution arbeitete er in der Stadtverwaltung von Belfast und nahm ein Abendschulstudium in Ingenieurwesen an der Queen’s University Belfast auf. 1938 begann er eine Offiziersausbildung am Officer’s Training Corps.
Von 1939 bis 1946 diente er als Offizier der Royal Engineers der British Army. Newman war unter anderem in Belfast eingesetzt, in Gibraltar und für kurze Zeit auf Schloss Moyland nahe Wesel.
Von Juli 1945 bis August 1946 war er in Berlin stationiert und arbeitete in der Abteilung Public Works and Utilities der britischen Militärregierung. Als Bausachverständiger wurde er in das Internationale Komitee für Bau- und Wohnungswesen entsandt, das sich insbesondere mit der Entwicklung vorfabrizierter Montagehäuser befasste und die Arbeit des Planungskollektivs unter Stadtbaurat Hans Scharoun unterstützte. Die Ergebnisse der Arbeit wurden 1946 in der Ausstellung „Berlin plant – Erster Bericht“ im Weißen Saal des Berliner Stadtschlosses präsentiert.
Im August 1946 kehrte Newman im Rang eines Majors nach Belfast zurück. Er arbeitete zunächst wieder in der Stadtverwaltung von Belfast und erhielt nach Abschluss eines externen Studiums die volle Mitgliedschaft im Royal Town Planning Institute. Ab 1956 arbeitet er für das Nordirische Entwicklungsministerium. Anfang der 1960er Jahre war er als Stadtplaner am Regionalplan für Belfast, dem Metthew-Plan, beteiligt. In den 1970er Jahren trat er als Autor der Gebietspläne für die Mourne Mountains und die Newry Area hervor, in die er eigene fotografische Arbeiten einfügte.
Newman wurde 1972 als Officer des Order of the British Empire und 1984 vom Royal Town Planning Institute Northern Ireland für seine besonderen Verdienste ausgezeichnet; jahrelang war er führendes Mitglied der Ulster Society for the Protection of the Countryside, die ihm 1987 einen Gedenkstein aufgestellte: „Cecil Newman. Friend of Mourne.“

## Fotografie
Newman fotografierte seit 1935, wie Aufnahmen von den Wander- und Kletterreisen seiner Pfadfindergruppe belegen. Bereits 1943 stellte er in Gibraltar großformatige Porträts, Landschafts- und Architekturaufnahmen aus. Aus seiner Zeit in Berlin 1945 und 1946 sind etwa 1400 SW-Negative und 55 Farb-Dias erhalten. Die Aufnahmen entstanden mit einer Kodak Retinette und einer Leica IIIa. Diese Sammlung wurde 2011 von der Familie an das Stadtmuseum Berlin geschenkt. Zeit seines Lebens bezog er seine eigene fotografische Praxis in seine Arbeit als Stadt- und Landschaftspläne mit ein. Seine Landschaftsaufnahmen befinden sich heute in den Sammlungen des Down County Museums und des National Museums Northern Ireland. Der Rest seines Fotografischen Werkes, darunter viele Aufnahmen aus Belfast, wird von seiner Familie verwahrt.
1947 wurde Cecil Newman in die Royal Photographic Society aufgenommen, eine erste Ausstellung seines fotografischen Werkes fand 1984 im Housing Advice Centre Belfast statt: „Reflections of C.F.S.Newman – a Planner and his Camera“.
Posthum fand 2013 im Down County Museum eine Ausstellung mit seinen Landschaftsfotografien statt. 2015 folgte eine Präsentation seiner Berliner Fotoarbeiten im Märkischen Museum des Stadtmuseums Berlin:

„In vielen Fotografien offenbart sich der sachliche Blick des Stadtplaners und Ingenieurs, dem es weniger um Komposition als um die Dokumentation seiner Arbeit ging, etwa wenn Newman Baustoffe zeigt, die für den Wiederaufbau angeliefert wurden. In anderen Aufnahmen manifestiert sich aber auch der Blick des ambitionierten Amateurs mit künstlerischem Interesse. Entsprechend vergab Newman mal sachlich beschreibende Titel, mal poetisch kommentierende. Ein Bild, das zerstörte sowjetische und deutsche Panzer an einem Güterbahnhof zeigt, nannte er „The last Parade“, „Die letzte Parade“. Potenzial, zum ikonischen Baustein im kollektiven Bildgedächtnis an den Zweiten Weltkrieg zu werden, hat ein Bild mit dem Titel „Homecoming to Berlin“: Darauf ist ein einbeiniger Soldat zu sehen, eine kleine Figur auf Krücken, alleine zwischen mächtigen Ruinen. Der Heimkehrer steht für das Schicksal vieler, die nach dem Ende des Zweiten Weltkrieges nicht gerade mit dem Mitgefühl der Alliierten rechnen konnten. Doch Newman, dessen Heimatstadt Belfast bei deutschen Luftangriffen schwer beschädigt worden war, porträtierte die Berliner mit Empathie und Sympathie. Er zeigt freundlich lächelnde, von der Sonne ausgeleuchtete Gesichter, etwa die „Waldschule Kids. Berlin Girls“, eine Farbfotografie von mehreren, sich in den Armen haltenden Mädchen in Sommerkleidern, die Köpfe von Wattewolken eingefasst. Solche Aufnahmen zeugen von einem Optimismus, den Newman und seine Kollegen wohl brauchten, um an den Wiederaufbau der Stadt zu glauben.“